# Tesi Ayofanu
Tesi Ayofanu is een bestuurslaag in het regentschap Timor Tengah Selatan van de provincie Oost-Nusa Tenggara, Indonesië. Tesi Ayofanu telt 1993 inwoners (volkstelling 2010).